# Xian de Luoning
Le xian de Luoning (chinois : 洛宁县 ; pinyin : Luòníng xiàn) est un district administratif de la province du Henan en Chine. Il est placé sous la juridiction de la ville-préfecture de Luoyang.

## Démographie
La population du district était de 432 760 habitants en 1999.